# Portugal Peculiar
Portugal Peculiar é um projeto de conteúdos posto em prática a partir de 22 de setembro de 2022 por um grupo de pessoas ligadas ao setor da comunicação com o intuito de promover o que de especial existe em Portugal. As pequenas (grandes) coisas que o país esconde ao nível da gastronomia, produtos regionais, marcas, artesanato, lugares, pequenos produtores, entre outras particularidades.
O lema do projeto é: "Vamos ao Portugal mais ou menos profundo, por vezes desconhecido, buscar, ao fim ao cabo, aquilo que julgamos ser o melhor para lhe mostrar".
Em 2023, depois de registado o projeto como marca nacional portuguesa (n.º 694060, protegida por lei, cuja concessão dada pelo Instituto Nacional da Propriedade Industrial (INPI PT), foi publicada no Boletim da Propriedade Industrial n.º 2023/01/30).

### Portugal Peculiar Awards
Os mentores do projeto criaram um prémio que, acima de tudo, pretende agraciar os melhores dos melhores, sem entrega de troféus ou valores pecuniários. A primeira edição ocorreu em 2024 e, entre os 22 prémios atribuídos, o projeto "A Música Portuguesa A Gostar Dela Própria" arrecadou o prémio principal, o "Mais Peculiar".